# Giả thuyết Goldbach

Các số nguyên chẵn từ 4 đến 28 được phân tích thành tổng của hai số nguyên tố. Giả thuyết Goldbach cho rằng mỗi số nguyên chẵn lớn hơn 2 có thể biểu diễn bằng tổng của hai số nguyên tố.

Giả thuyết Goldbach do nhà toán học người Đức Christian Goldbach (1690 - 1764) nêu ra vào năm 1742 trong một lá thư gửi tới Leonhard Euler, là một trong những bài toán lâu đời và nổi tiếng còn chưa giải được trong lý thuyết số nói riêng và toán học nói chung. Giả thuyết phỏng đoán rằng:
Mỗi số tự nhiên chẵn lớn hơn 2 có thể biểu diễn bằng tổng của hai số nguyên tố.
Giả thuyết đã được chỉ ra là đúng tới 4 × 1018, nhưng vẫn chưa được chứng minh hoàn toàn.

## Lịch sử hình thành
Đây là một giả thuyết đơn giản được nhà toán học người Phổ sống ở thế kỷ 18, Goldbach đưa ra: mỗi số chẵn lớn hơn 2 đều có thể biểu diễn dưới dạng tổng của hai số nguyên tố, ví dụ 4 = 2 + 2, 8 = 5 + 3, 20 = 13 + 7. Tuy nhiên nó chưa được chứng minh tổng quát cho mọi số chẵn.
Các nhà nghiên cứu trong thế kỷ 21 với sự trợ giúp của máy vi tính và các chương trình tính toán hiện đại đã xác minh giả thuyết này là đúng cho các số chẵn tới giới hạn 4 tỷ tỷ (4 và 18 số 0).